# Scyphostelma tenellum
Scyphostelma tenellum är en oleanderväxtart som först beskrevs av Carl von Linné d.y., och fick sitt nu gällande namn av Liede och Meve. Scyphostelma tenellum ingår i släktet Scyphostelma och familjen oleanderväxter. Inga underarter finns listade i Catalogue of Life.